# Tetragonotheca
Tetragonotheca là một chi thực vật có hoa trong họ Cúc (Asteraceae).

## Loài
Chi Tetragonotheca gồm các loài: